# Кониртерек
Кониртере́к (каз. Қоңыртерек) — село у складі Курмангазинського району Атирауської області Казахстану. Входить до складу Азгірського сільського округу.
У радянські часи село називалось Конортерек.
Населення — 263 особи (2021; 376 у 2009, 450 у 1999, 443 у 1989).